# Notchietown
Notchietown és una concentració de població designada pel cens dels Estats Units a l'estat d'Oklahoma. Segons el cens del 2000 tenia 430 habitants.

## Demografia
Segons el cens del 2000, Notchietown tenia 430 habitants, 151 habitatges, i 130 famílies. La densitat de població era de 21,3 habitants per km².
Dels 151 habitatges en un 36,4% hi vivien nens de menys de 18 anys, en un 70,9% hi vivien parelles casades, en un 10,6% dones solteres, i en un 13,9% no eren unitats familiars. En l'11,9% dels habitatges hi vivien persones soles el 7,3% de les quals corresponia a persones de 65 anys o més que vivien soles. El nombre mitjà de persones vivint en cada habitatge era de 2,85 i el nombre mitjà de persones que vivien en cada família era de 3,08.
Per edats la població es repartia de la següent manera: un 27,7% tenia menys de 18 anys, un 6,7% entre 18 i 24, un 24,2% entre 25 i 44, un 28,4% de 45 a 60 i un 13% 65 anys o més.
L'edat mediana era de 38 anys. Per cada 100 dones de 18 o més anys hi havia 93,2 homes.
La renda mediana per habitatge era de 30.938 $ i la renda mediana per família de 32.344 $. Els homes tenien una renda mediana de 22.019 $ mentre que les dones 26.000 $. La renda per capita de la població era de 18.920 $. Entorn del 19,1% de les famílies i el 15,6% de la població estaven per davall del llindar de pobresa.

## Poblacions més properes
El següent diagrama mostra les poblacions més properes.